# Auasende
Das Auasende ist mit einer Höhe von 2344 m einer der höchsten Berge in Namibia und Teil der Auasberge südöstlich von Windhoek, einer rund 50 Kilometer langen Gebirgskette mit einer Breite von nur zehn Kilometer, die Kammlinie ist durchschnittlich auf 2000 Meter. Der Berg bildet das östliche Ende der Auasberge. 